# Балцата (Бакау)
Балцата (рум. Bălțata) насеље је у Румунији у округу Бакау у општини Сарата. Oпштина се налази на надморској висини од 264 m.

## Становништво
Према подацима из 2002. године у насељу је живело 87 становника, од којих су сви румунске националности.